# Avianca Böhm
Avianca Böhm (Auckland, 1990) è una modella neozelandese, eletta Miss Universo Nuova Zelanda 2012, avendo partecipato come rappresentante della città di Auckland.
Al momento dell'incoronazione, la Böhm stava studiando per diventare stilista, ed aveva accumulato alcune esperienze come modella.
In quanto vincitrice del titolo di bellezza nazionale, Avianca Böhm avrebbe dovuto rappresentare la Nuova Zelanda in occasione di Miss Universo 2012. Tuttavia dopo la vittoria si scoprì che la modella, nata in Sudafrica, non era in possesso della cittadinanza neozelandese al momento dell'incoronazione, pertanto venne detronizzata.
In realtà la ragazza contestò che la circostanza che avrebbe determinato la sua ineleggibilità era nota ai giudici prima della sua incoronazione, cosa che avrebbe dimostrato non solo la sua buona fede ma anche il fatto che non ci fossero reali ostacoli per la sua elezione.
Di fatto però furono i tempi per l'ottenimento delle cittadinanza, più lunghi del previsto, a determinare la decisione dell'organizzazione che, il 31 luglio 2012 costrinse Avianca Böhm a cedere la corona conquistata il precedente 3 giugno alla seconda classificata, Talia Bennett, che divenne rappresentante della nazione per Miss Universo.